# Emil Wehrle
Emil Wehrle (* 2. Juli 1891 in Freiburg im Breisgau; † 11. Juli 1962 in Frankfurt am Main) war ein deutscher Staatswissenschaftler und Jurist.
Wehrle studierte Ökonomie und Jura an der Universität Freiburg im Breisgau. Die erste Promotion zum Dr. rer. pol. (rechts- u. staatswiss. Fakultät Freiburg) erfolgte 1913 mit einer Schrift über Erziehungszoll, 1917 folgte die zweite zum Dr. iur. 1920 mit einer arbeitsrechtliche Dissertation. Von 1921 bis 1925 leitete Wehrle das Badische Landesarbeitsamt. Ab 1923 lehrte er als Privatdozent an der Universität Heidelberg und wurde 1925 an die Handelshochschule Nürnberg berufen, deren Rektor er von 1926 bis 1928 war. 1929 erhielt er einen Lehrstuhl an der TH Karlsruhe, 1933 an der Universität Marburg. 1936 wechselte er an die Goethe-Universität Frankfurt am Main. Nach 1945 wurde er dort zum Leiter des Instituts für Handwerkswirtschaft, Instituts für Genossenschaftswesen und Instituts für Wirtschafts- und Sozialpolitik.
Im November 1933 unterzeichnete er das Bekenntnis der Professoren an den deutschen Universitäten und Hochschulen zu Adolf Hitler. 1937 trat Wehrle in die NSDAP ein und war auch Mitglied der SA.